# أحمد بلحاج
أحمد بلحاج (مواليد 16 نوفمبر 1997 بإقليم الحسيمة , المغرب) هو لاعب كرة قدم مغربي يلعب في مركز خط الوسط في نادي الزمالك على سبيل الإعارة.

## روابط خارجية
- أحمد بلحاج على موقع قاعدة بيانات كرة القدم.إي يو (الإنجليزية)
- أحمد بلحاج على موقع Soccerway.com (الإنجليزية)